# Thuidium laterculi
Thuidium laterculi là một loài rêu trong họ Thuidiaceae. Loài này được (Müll. Hal.) Kindb. mô tả khoa học đầu tiên năm 1891.